# Zygmunt Białogłowski
Zygmunt Białogłowski (ur. 22 lipca 1963 w Przeworsku) – oficer polskiej Marynarki Wojennej w stopniu komandora.

## Życiorys
W 1984 ukończył Technikum Drogowo-Geodezyjne w Jarosławiu. Ukończył szkolenie specjalistyczne w Centrum Szkolenia Specjalistów Marynarki Wojennej w Ustce. Następnie rozpoczął służbę w 3 Flotylli Okrętów w Gdyni im. Komandora Bolesława Romanowskiego. W 1985 podjął studia na Wydziale Nawigacji i Uzbrojenia Okrętowego w Wyższej Szkole Marynarki Wojennej.
W 1989 awansowany został na stopień podporucznika marynarki. Objął wówczas stanowisko asystenta okrętowego w gdyńskiej Akademii Marynarki Wojennej. Od 1991 dowodził działem okrętowym nawigacyjnym na trałowcu ORP „Jamno” (12 Dywizjon Trałowców w Świnoujściu). Do 1996 pełnił obowiązki zastępcy dowódcy okrętu.
W latach 1996–1997 dowodził okrętem ORP „Hańcza”. W 1997 został objął stanowisko oficera flagowego 12 Dywizjonu Trałowców w Świnoujściu, zaś w 2002 wyznaczony został na szefa sztabu jednostki. W 2003 podjął służbę w Dowództwie 8 Flotylli Obrony Wybrzeża jako szef sekcji operacyjnej. W latach 2006–2007 dowodził 12 „Wolińskim” Dywizjonem Trałowców. W 2007 roku został mianowany szefem wydziału operacyjnego w dowództwie 8 FOW. W 2001 ukończył studia podyplomowe w Akademii Marynarki Wojennej, a w 2004 kurs oficerów sztabu NATO w Hadze. Decyzją Ministra Obrony Narodowej z dniem 1 listopada 2010 został szefem sztabu 8. Flotylli Obrony Wybrzeża w Świnoujściu i mianowany na stopień komandora.
W latach 2015–2020 pełnił funkcję Zastępcy Dowódcy 8. Flotylli Obrony Wybrzeża w Świnoujściu. W 2020 podjął służbę w Centrum Operacji Morskich – Dowództwie Komponentu Morskiego w Gdyni na stanowisku szefa sztabu. Aby mógł objąć to stanowisko, D-ca COM-DKM obniżył kryterium znajomości języka angielskiego na najniższy.
W latach 1991–2020 mieszkał wraz z żoną Urszulą w Świnoujściu. Ma trzy córki - Katarzynę, Annę i Karolinę. Interesuje się sportem (piłka nożna), turystyką rowerową, wspinaczką wysokogórską, motoryzacją.

## Odznaczenia
- Morski Krzyż Zasługi
- Srebrny medal za Długoletnią Służbę
- Złoty Medal „Za zasługi dla obronności kraju”
- Złoty medal „Siły Zbrojne w Służbie Ojczyzny”